# Henri Feur
Henri Feur, né à Bordeaux, le 18 juillet 1837 et mort dans la même ville, le 18 mai 1926, est un maître-verrier français connu pour ses vitraux d'art.
Il est le père du maître-verrier Marcel Feur.

## Biographie
Henri Feur résidait dans sa jeunesse avec ses parents au 171 rue de Pessac, à Bordeaux. Il entre comme apprenti dans l'atelier de Joseph Villiet qui a ouvert en 1852. Il est son contremaître quand il pose en 1866 les vitraux de l'église Saint-Ferdinand de Bordeaux.
Bien que les relations entre Joseph Villiet et Henri Feur aient été parfois difficiles, d'après J.-J. Michaud, il s'est toujours présenté comme son élève.
Henri Feur a épousé le 21 mars 1868 Marie Bazanac et réside alors chez ses beaux-parents, rue Saint-François.
À la mort de Joseph Villiet, le 8 juillet 1877, il reprend son atelier quelques jours plus tard en signant avec sa veuve et ses enfants un contrat qui le déclare « propriétaire du nom, des cartons, des ustensiles et des documents nécessaires à la peinture sur verre ». Henri Feur va se retrouver dans un marché de vitraux pour les églises qui va diminuer car beaucoup ont déjà été pourvues de vitraux et face à des concurrents comme Gustave Pierre Dagrant, ancien élève de Villiet.
Pour se rapprocher d'une clientèle potentielle, il devient membre de la Société des amis des arts de Bordeaux.
Il déménage son atelier en 1878 pour s'installer au 66 rue Saint-Jacques. Comme son maître Joseph Villiet, Henri Feur préfère travailler pour les églises plutôt que pour les particuliers. Par rapport à lui, le style d'Henri Feur se distingue par l'emploi du fond bleu uni ou paysager et la multiplication de détails dans les visages et les habits.
Il est intervenu dans dix-neuf églises des Landes. Entre 1891 et 1905, il a répondu à soixante-deux commandes. En 1899, il a réalisé un cycle de cinquante-quatre représentations de saints pour la nef moderne de l'église Saint-Louis-des-Chartrons, à Bordeaux.
Son fils, Marcel Feur, reprend l'atelier en 1908.

## Œuvres d'Henri Feur

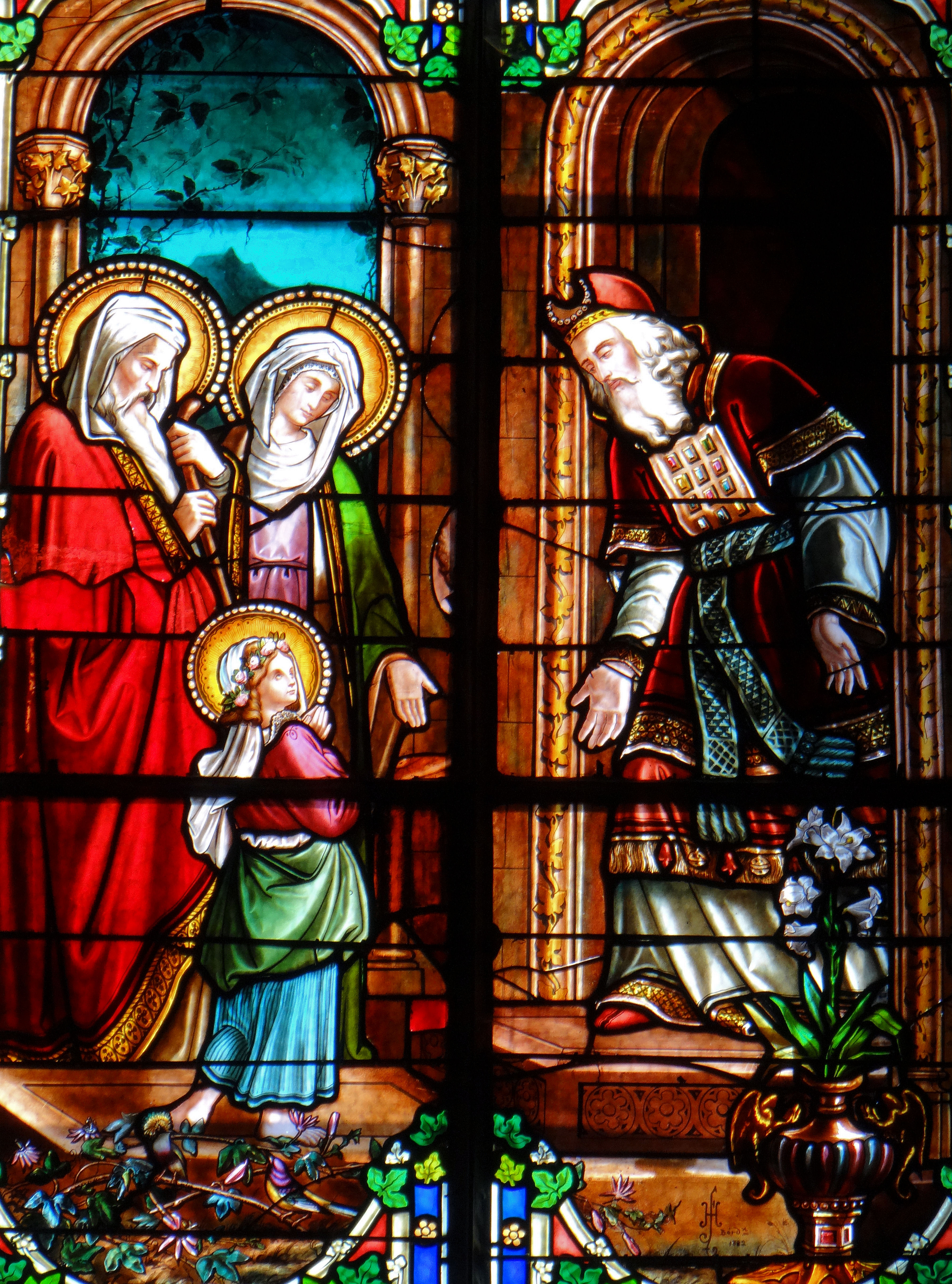
Vitraux de l'éducation de la Vierge église Notre-Dame-de-la-Nativité (Molières).
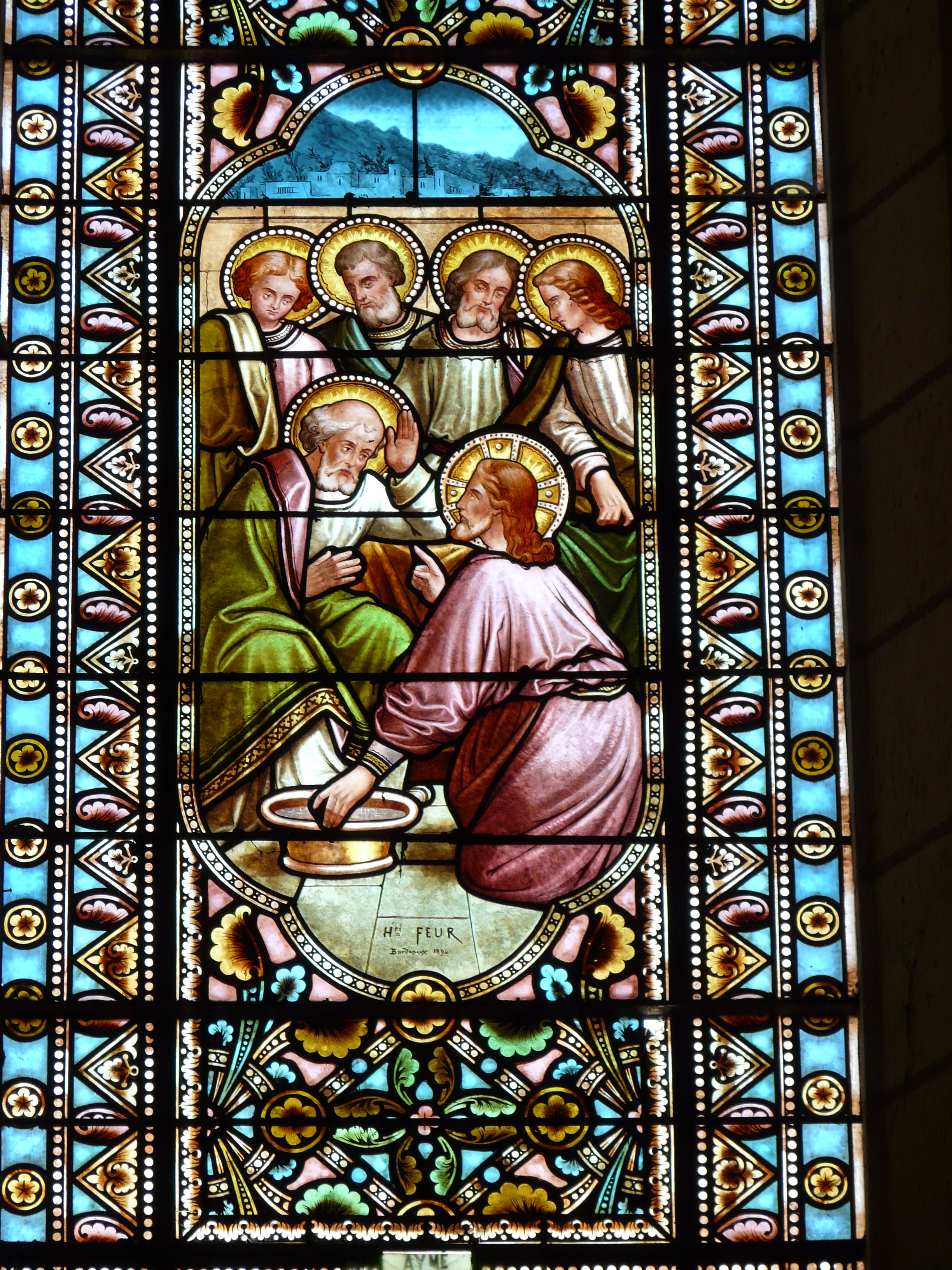
Lavement des pieds église Saint-Pierre-ès-Liens (Montignac).
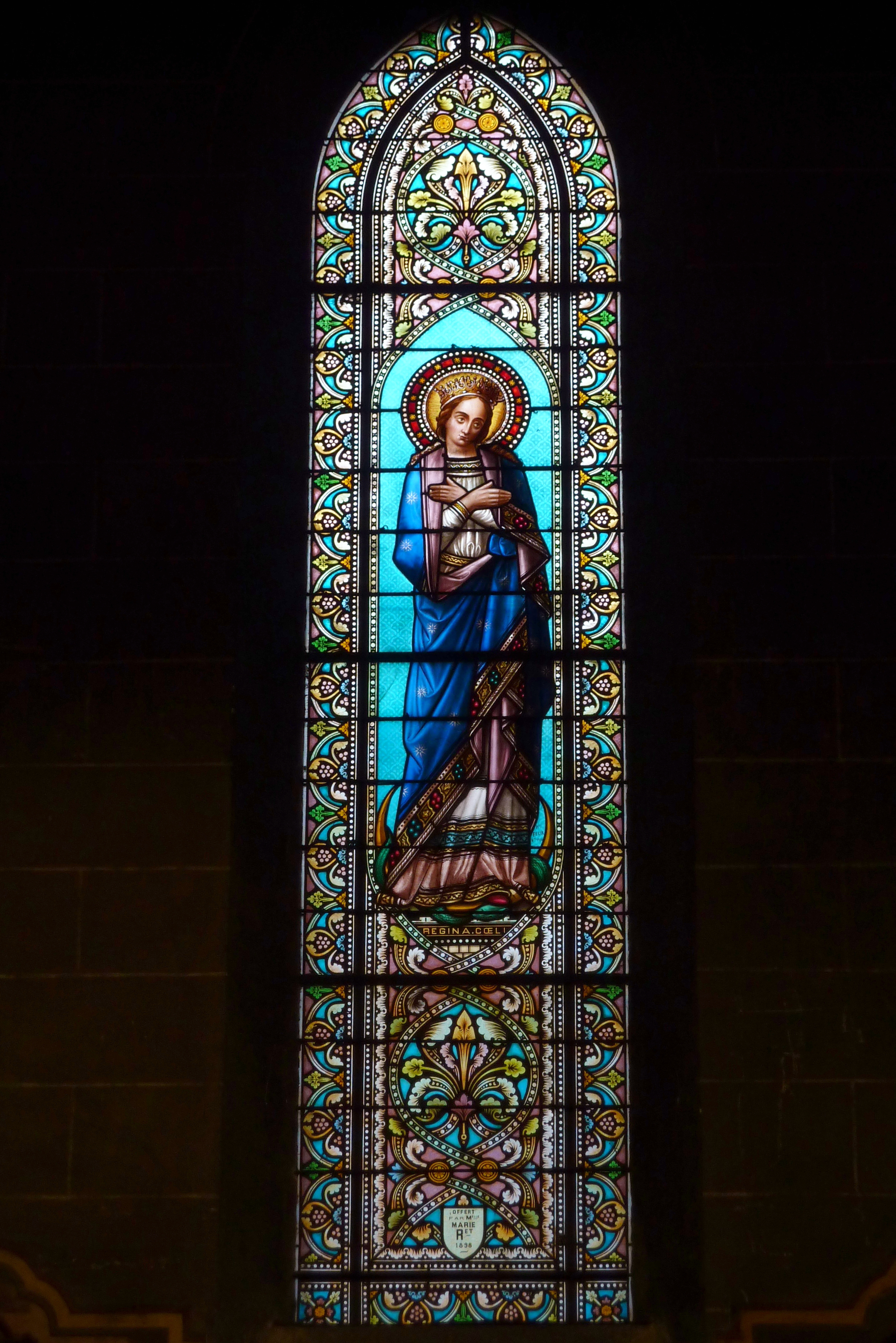
Regina Coeli, église Saint-Louis-des-Chartrons de Bordeaux.
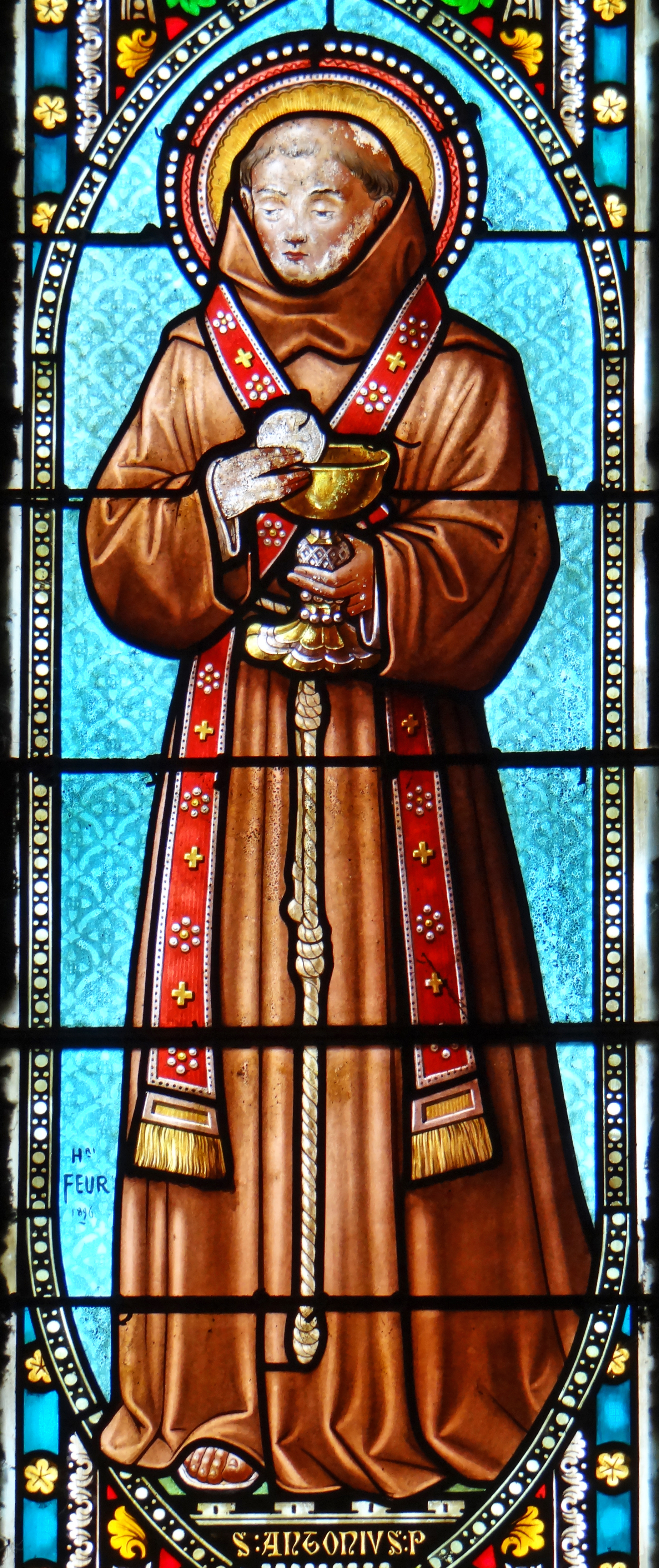
Église Sainte-Madeleine de Bournel.
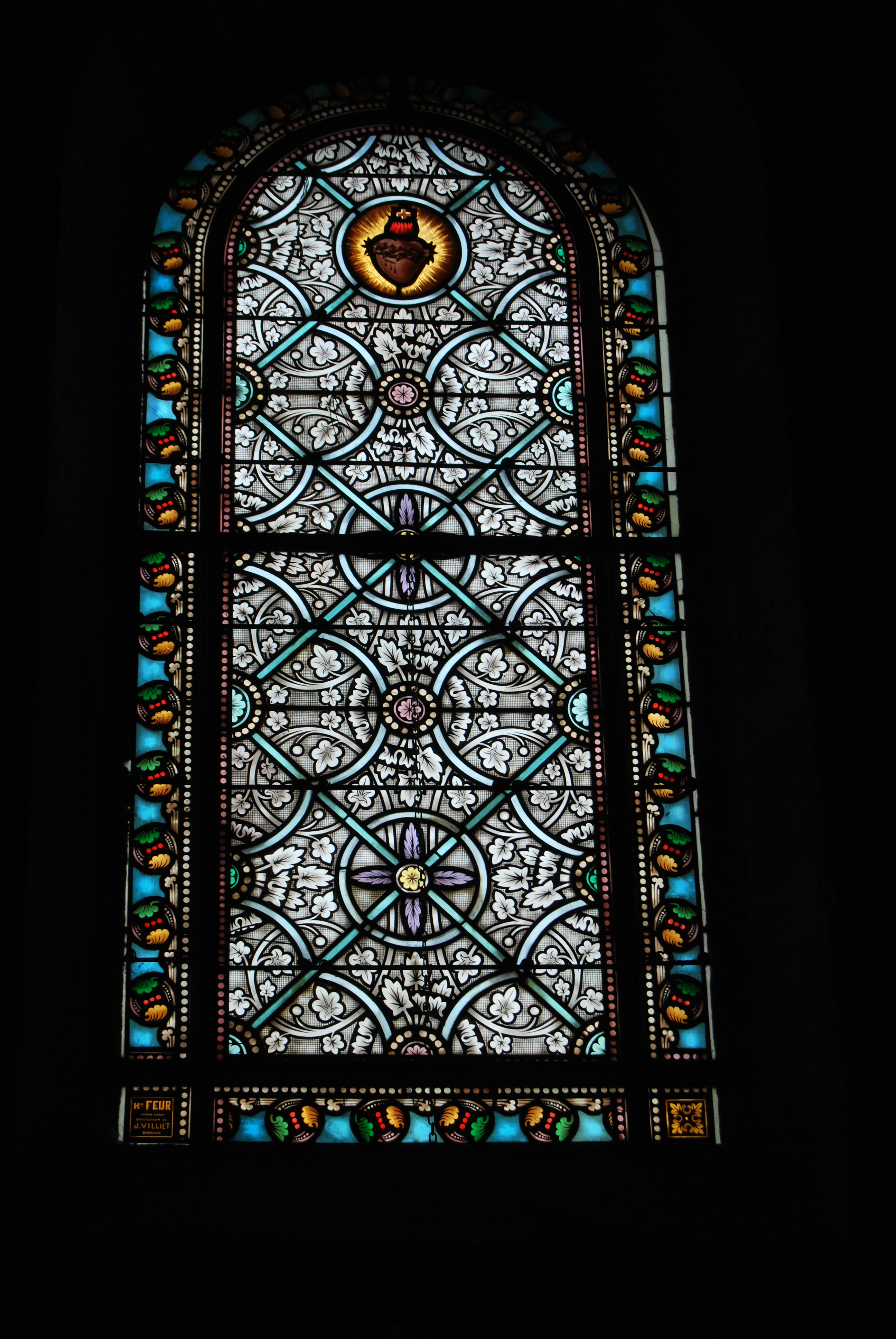
Église Saint-Martin, Léognan
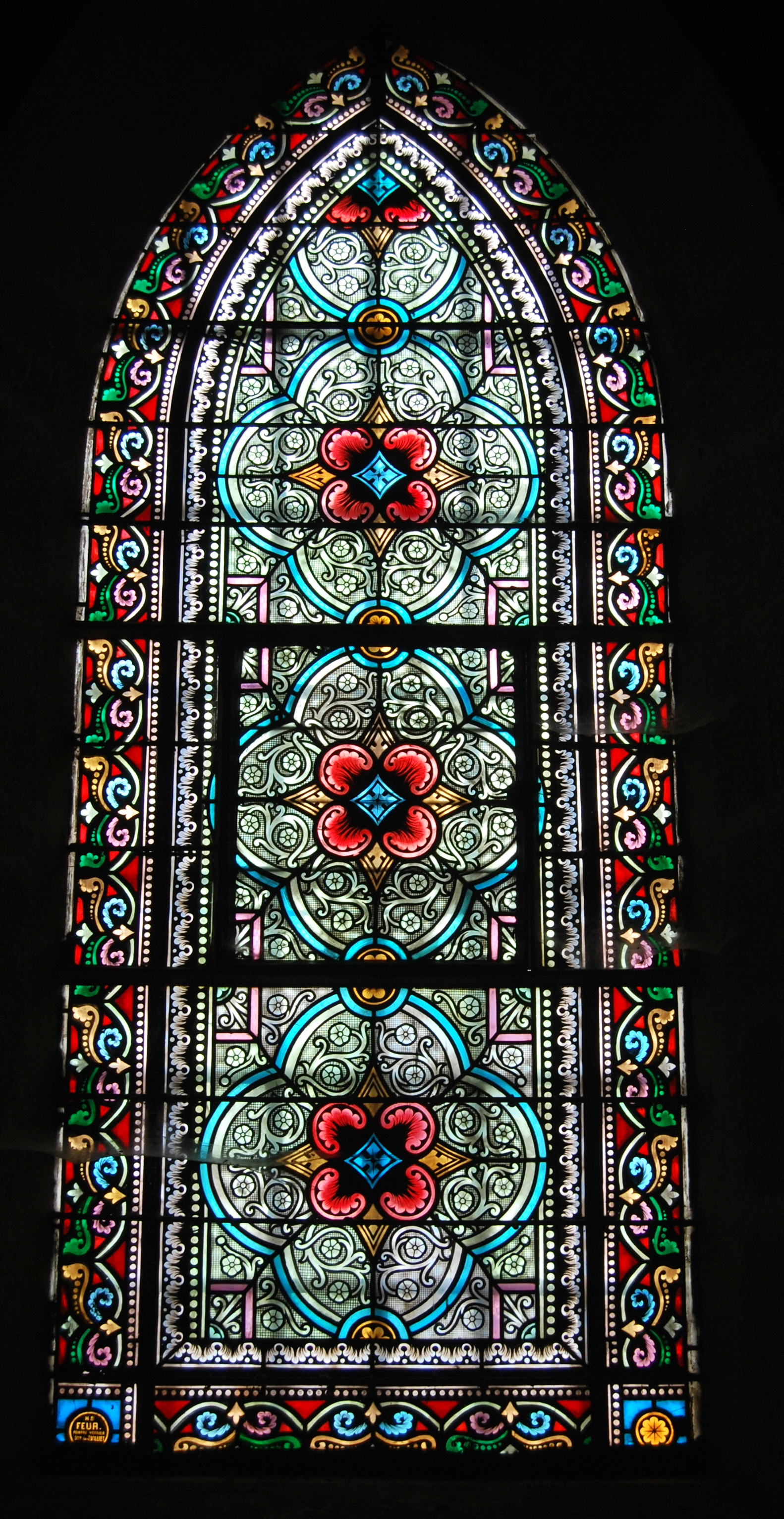
Église Saint-Martin, Carignan

## Bâtiments comportant des vitraux d'Henri Feur
(liste non exhaustive)
Agen (Lot-et-Garonne) : chapelle Notre-Dame du Bourg.
Aixe-sur-Vienne (Haute-Vienne) : église Sainte-Croix.
Arcachon (Gironde) : basilique Notre-Dame de Bon-Port, dite église Saint-Louis.
Audenge (Gironde) : église Saint-Paul.
Bègles (Gironde) : église Saint-Pierre, chapelle Notre-Dame de Bon-Secours.
Bordeaux (Gironde) : basilique Saint-Seurin, cathédrale Saint-André, églises du Sacré-Cœur, Saint-Amand, Saint-Bruno, Saint-Éloi, Sainte-Eulalie, Saint-Louis-des-Chartrons, Saint-Nicolas, Saint-Pierre, hôpital Saint-André, chapelle de la Miséricorde.
Bouillac (Dordogne) : église Saint-Pierre-ès-Liens.
Bournel (Lot-et-Garonne) : église Sainte-Marie-Madeleine.
Le Château-d'Oléron (Charente-Maritime) : église Notre-Dame de l'Assomption.
Creyssensac (Dordogne) : église Saint-Pardoux.
Daglan (Dordogne) : église Saint-Martin.
Étauliers (Gironde) : église Sainte-Marie-Madeleine.
Fumel (Lot-et-Garonne) : église Saint-Antoine.
Gardonne (Dordogne) : église Saint-Jean-Baptiste.
Gujan (Gironde) : église Saint-Maurice.
Lamothe-Landerron (Gironde) : église Saint-Martin, 1893. 
Laroque-Timbaut (Lot-et-Garonne) : église Notre-Dame.
Léognan (Gironde) : église Saint-Martin.
Léon (Landes) : église Saint-André.
Libourne (Gironde) : église Notre-Dame.
Mérignac (Gironde) : église Saint-Vincent.
Miradoux (Gers) : église Saint-Orens-et-Saint-Louis.
Molières (Dordogne) : église Notre-Dame-de-la-Nativité.
Monflanquin (Lot-et-Garonne) : église Saint-André.
Montignac (Dordogne) : église Saint-Pierre-ès-Liens.
Périgueux (Dordogne) : église Saint-Martin.
Pineuilh (Gironde) : église Saint-Martin.
Pomport (Dordogne) : église Saint-Pierre-ès-Liens.
Port-Sainte-Foy (Dordogne) : église de l'Immaculée-Conception.
Sainte-Bazeille (Lot-et-Garonne) : église Notre-Dame-de-Sainte-Bazeille
Saint-Cernin-de-l'Herm (Dordogne) : église Saint-Saturnin.
Saint-Jean-d'Eyraud (Dordogne) : église Saint-Jean-Baptiste.
Saint-Martial-de-Nabirat (Dordogne) : église Saint-Martial.
Sérignac-sur-Garonne (Lot-et-Garonne) : église Notre-Dame.
Valence d'Agen (Tarn & Garonne) : église Notre-Dame
Vandré (Charente-Maritime) : église Saint-Vivien.
Vianne (Lot-et-Garonne) : église Saint-Christophe.
Villeréal (Lot-et-Garonne) : église Notre-Dame.